# Ligne de tramway de Grenoble à Veurey-Voroize
La ligne de Grenoble à Veurey-Voroize est une ancienne ligne de tramway qui reliait Grenoble à Veurey-Voroize dans le département de l'Isère en région Auvergne-Rhône-Alpes.

## Histoire
En 1893 la concession de la ligne est accordée à la compagnie des Chemins de fer économiques du Nord (CEN).
Les CEN mettent en service la ligne en janvier 1895 en traction vapeur entre Grenoble et la gare de Veurey-Voroize. Le 1er septembre 1902, l'exploitation de la ligne est reprise par la Société grenobloise de tramways électriques (SGTE).
Le 3 septembre 1903, la section entre Grenoble et Sassenage est électrifiée, suivie le 21 octobre 1905 par la section de Sassenage à Veurey-Voroize.
Le 1er juillet 1938, la section Sassenage - Veurey-Voroize est fermée et remplacée par une ligne d'autobus exploitée, comme pour d'autres lignes de remplacement, par la Société anonyme des transports automobiles dauphinois (SATAD).
En 1952, le reste de la ligne est fermée au trafic voyageurs, le service fret fermera à son tour en 1955.

## Infrastructure

### Stations
Comme sur ses autres lignes, les Chemins de fer économiques du Nord (CEN) utilisent des bâtiments de types standardisés.
| Illustration | Nom            | Type CEN | Commune        | Localisation                | État    | Remarques                                                                         |
| ------------ | -------------- | -------- | -------------- | --------------------------- | ------- | --------------------------------------------------------------------------------- |
|              | Sassenage      | 4        | Sassenage      | 45° 12′ 25″ N, 5° 39′ 46″ E | démolie | Lui est accolée (côté est) un bâtiment de plus petite taille et de même longueur. |
|              | Noyarey        | 3        | Noyarey        | 45° 16′ 15″ N, 5° 37′ 10″ E |         | hors service                                                                      |
|              | Veurey-Voroize | 3        | Veurey-Voroize | 45° 14′ 36″ N, 5° 37′ 56″ E | démolie |                                                                                   |

### Dépôt
Le dépôt de la ligne est situé le long de la ligne à Sassenage au lieu-dit des Engenières. Il est repris par la SGTE en 1902 avec le reste de la ligne. Désaffecté à la fermeture de la ligne, les bâtiments ont par la suite été démolis.

### Ouvrages
- Jean-Marie Guétat, William Lachenal et Georges Muller, Du Tram au TAG, éditions La Vie du Rail, 1987 (ISBN 2-902-808-27-5)